# 片山真一
片山 真一（かたやま しんいち、1966年9月11日 - ）は、日本の実業家。株式会社隅田屋商店代表取締役。古式精米製法で「すみだマイスター」認定。お米五つ星マイスター認定。

## 概要
1966年9月11日、東京都墨田区東駒形にある1905年創業の米穀店5代目として生まれる。日本大学豊山高等学校を卒業。日本大学法学部を卒業。2000年４月、e-すみだ電子商店街に出店。2011年、すみだモダンに認定される。2012年9月、お米五つ星マイスターに認定される。2018年、農林水産省から戦略的米輸出事業者の認定を受ける。2019年4月24日、シンガポールへオリジナルブレンド米を輸出する。2020年1月31日、循環式精米機による古式精米の技術ですみだマイスターに認定される。     
2021年3月12日、国際お米コンテストで入賞。11月27日、東京米スター匠に認定される。2022年3月18日、オーストラリアへオリジナルブレンド米を輸出する。2024年1月、麻布台ヒルズマーケットに出店。